# Історичний центр міста Зальцбург
Історичний центр міста Зальцбург, також відомий як Альтштадт, — район Зальцбурга, Австрія, визнаний об'єктом Світової спадщини ЮНЕСКО з 1996 року. Він відповідає історичному центру міста, розташованому на лівому та правому берегах річки Зальцах.
У переліку Світової спадщини він описаний так: «Зальцбургу вдалося зберегти надзвичайно багату міську структуру, яка розвивалася в період від Середньовіччя до 19 століття, коли він був містом-державою, яким керував князь-архієпископ. Яскраве готичне мистецтво приваблювало багатьох майстрів і художників, перш ніж місто стало ще більш відомим завдяки роботам італійських архітекторів Вінченцо Скамоцці та Сантіні Соларі, яким центр Зальцбурга багато в чому завдячує своїм бароковим виглядом. Це місце зустрічі північної та південної Європи. можливо, викликала геніальність найвідомішого сина Зальцбурга, Вольфганга Амадея Моцарта, чиє ім'я з тих пір асоціюється з цим містом».
Внесена до списку територія — основна зона площею 236 гектарів (580 акрів), включаючи старе місто на обох берегах річки Зальцах разом із пагорбами Менхсберг, Фестунгсберг і Капуцинерберг, які оточують старе місто на заході та сході. За межами основної зони є буферна зона площею 467 гектарів, яка призначена для захисту основної зони, яка піддається впливу забудови, видимої з великої відстані.

## Пам'ятки та місця
Об'єкти та пам'ятки в центральній зоні історичного центру:
- Фельзенрайтшуле, театр просто неба, побудований у кар'єрі, який використовувався для будівництва Зальцбурзького собору
- Фрацисканеркірхе, одна з найстаріших будівель Зальцбурга, що датується 1208 роком і використовується францисканцями з 1642 року.
- Гетрайдеґассе, жвава вузька торгова вулиця, що характеризується численними високими таунхаусами
- Гросес Фестшпільхаус, оперний театр і концертний зал 1960 року, побудований для щорічного Зальцбурзького фестивалю
- Будинок для Моцарта, колишній Кляйнес Фестшпільхаус, оперний театр і концертний зал 1925 року
- Фортеця Гоензальцбург (Festung Hohensalzburg), із видом на Старе місто, один із найбільших замків Європи
- Церква Святої Трійці (Dreifaltigkeitskirche), датована 1694 роком
- Готель Голденер Гірш, п'ятизірковий готель, розташований у будівлі на Гетрайдегассе, що датується щонайменше 1407 роком.
- Колегієнкірхе, церква у стилі бароко Зальцбурзького університету
- Палац Мірабель (Schloss Mirabell), палац розваг, побудований у 1606 році з широкими садами та мармуровою залою
- Музей сучасного мистецтва, музей сучасного мистецтва з місцями у Старому місті та на Менхсбергу
- Моцартплац, історична площа з пам'ятником Вольфгангу Амадею Моцарту
- Місце народження Моцарта (Mozarts Geburtshaus), будинок на Гетрайдегассе, який зараз є музеєм Моцарта
- Ноннберзьке абатство (Stift Nonnberg), бенедиктинський монастир, заснований бл.712/715 рр.
- Резиденц, колишня резиденція князів-архієпископів, де розташована художня галерея Резиденцгалері
- Резиденцплац, велика площа за межами Резиденцу з великим вишуканим фонтаном
- Зальцбурзький собор (Salzburger Dom)
- Зальцбурзький державний театр, театр і місце для опери, театру та танцю, з постійними трупами акторів, співаків і танцюристів
- Зальцбурзький театр маріонеток, театр маріонеток, заснований у 1912 році
- Музей Зальцбурга, музей історії мистецтва та культури міста та регіону Зальцбург, розташований у Neue Residen[de]
- Зігмундстор, тунель вісімнадцятого століття, що з'єднує Альтштадт із кварталом Ріденбург через Менхсберг
- Sphaera[de], скульптура людини на золотій сфері (Стефан Балкенгол, 2007)
- Абатство Святого Петра (Stift Sankt Peter), бенедиктинський монастир, заснований у 696 році з відомим кладовищем
- St Sebastian's Church, Salzburg[de] (Sebastianskirche), церква, освячена в 1511 році